# Leonardo Quisumbing
Leonardo Quisumbing (Masbate City, 6 november 1939 — Manilla, 20 januari 2019) was een Filipijns rechter. Quisumbing werd op 27 januari 1998 door president Fidel Ramos benoemd als rechter van het Filipijns hooggerechtshof. In 2009 ging hij, zoals voorgeschreven door de Filipijnse wet, met pensioen en werd opgevolgd door rechter Jose Perez.

## Biografie
Quisumbing was na zijn studietijd bijna 15 jaar advocaat. De 21 jaar hierna was werkzaam voor de overheid. Voor zijn in het hooggerechtshof was hij achtereenvolgens onderminister van Defensie in de regering van Corazon Aquino, Senior Deputy Executive Secretary en minister van Arbeid en Werk in de regering van Fidel Ramos. Totdat hij benoemd werd als rechter in het hooggerechtshof was hij bovendien Commodore van de Filipijnse Kustwacht.
Leonardo Quisumbing overleed in 2019 op 79-jarige leeftijd. Hij was getrouwd met Purificacion V. Quisumbing en samen kregen ze twee kinderen.